# Julian Alden Weir

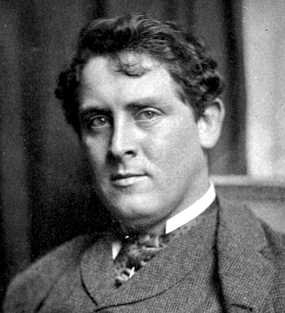
Julian Alden Weir

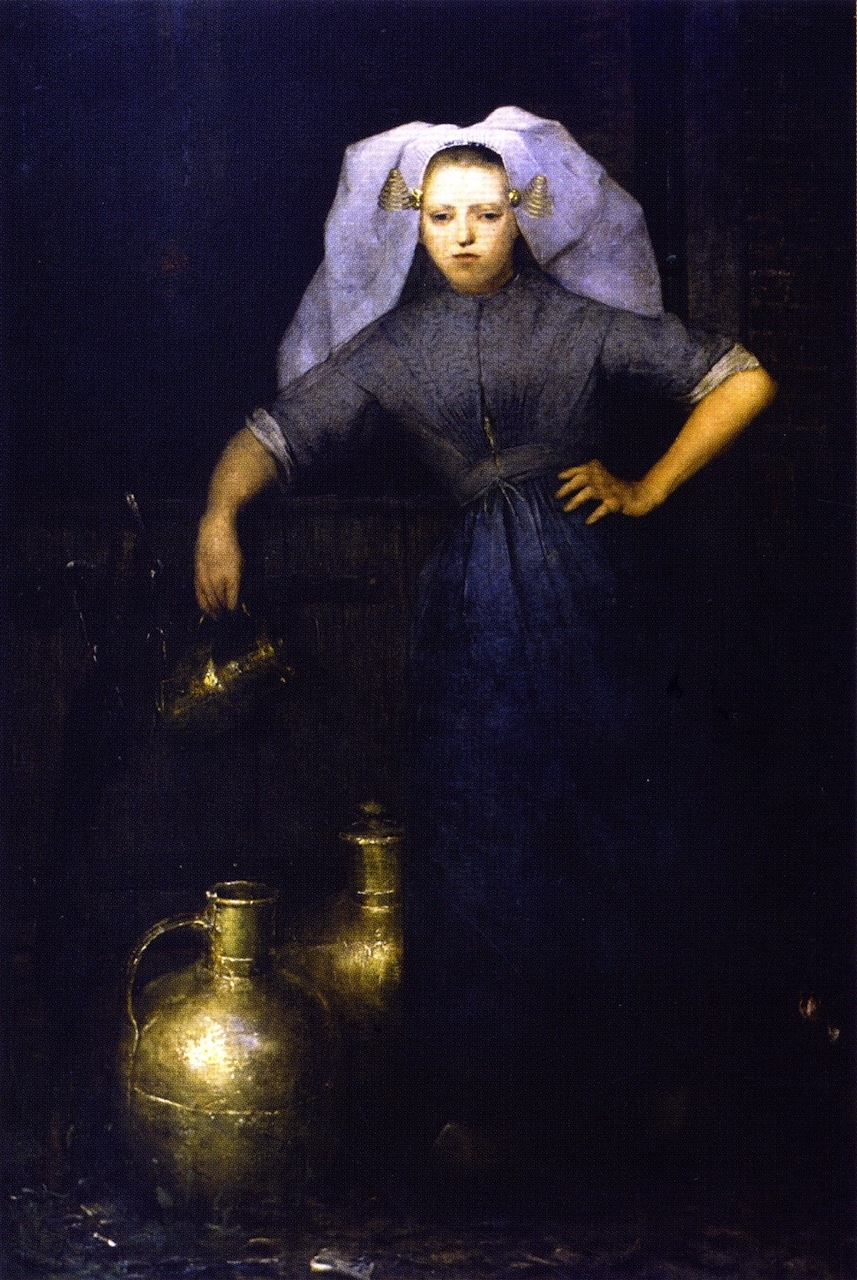
Milkmaid of Popindrecht, 1881

Julian Alden Weir (West Point (New York), 30 augustus 1852 – New York, 8 december 1919) was een Amerikaans kunstschilder. Hij wordt gerekend tot het impressionisme, soms ook wel tot het tonalisme.

## Leven en werk
Weir was de zoon van een kunstschilder en tekenleraar aan de militaire academie van West Point. Hij werd opgeleid door zijn vader en ging daarna naar de National Academy of Design te New York. In 1873 ging hij naar de École nationale supérieure des beaux-arts te Parijs, waar hij studeerde onder Jean-Léon Gérôme en bevriend raakte met Jules Bastien-Lepage. In 1873-1874 reisde hij onder andere naar Spanje en Engeland, waar hij James McNeill Whistler leerde kennen. Ook maakte hij enkele uitstapjes naar Nederland en bestudeerde onder andere de werken van Frans Hals. In 1875 exposeerde hij voor het eerst in de Parijse salon. In 1877 keerde hij terug naar de Verenigde Staten, maar zou regelmatig naar Europa blijven terugreizen, vaak ook om werken aan te kopen voor Amerikaanse kunstverzamelaars.
In 1881 reisde Weir vanuit New York met zijn broer John Ferguson Weir, zijn vriend John Henry Twachtman en zijn nieuwe echtgenote Martha Scudder opnieuw naar Nederland, en schilderde er in de omgeving van Dordrecht. In Papendrecht schilderde hij een portret van een melkmeisje, door hem abusievelijk Milkmaid of Popindrecht getiteld, met de klassieke Zuid-Hollandse kap, dat in 1882 veel succes had op een tentoonstelling van de National Academy in New York, waar het werd onthaald als "een van de beste werken ooit tentoongesteld".
Weir schilderde aanvankelijk in een realistische stijl. Nadat hij in de jaren 1880 nauw bevriend raakte met Albert Pinkham Ryder,  Robert Reid en John Henry Twachtman schakelde hij geleidelijk over op het impressionisme, hoewel hij daar in zijn Parijse periode sterk afwijzend tegenover stond. Samen met Twachtman richtte hij in  Greenwich, Connecticut de Cos Cob Art Colony op. Hij schilderde vooral portretten, landschappen en stillevens, maar ook enkele historische werken. Ook maakte hij veel etsen.
Weir stond ook bekend als een vooraanstaand teken- en schilderleraar, onder andere aan de Art Students League. Hij was lid van de Ten American Painters en president van de National Academy of Design. In 1913 nam hij deel aan de Armory Show. Hij overleed in 1919, op 71-jarige leeftijd.
Werk van Weir bevindt zich tegenwoordig onder andere in de Metropolitan Museum of Art, New York, het Dallas Museum of Art en het Smithsonian American Art Museum te Washington D.C..

## Galerij

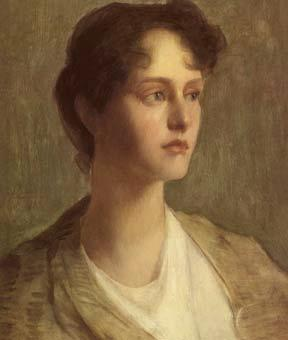
The Ideal Head
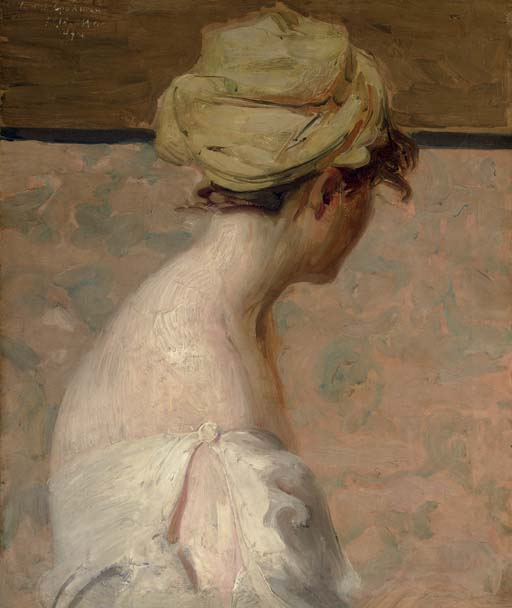
The Yellow Turban
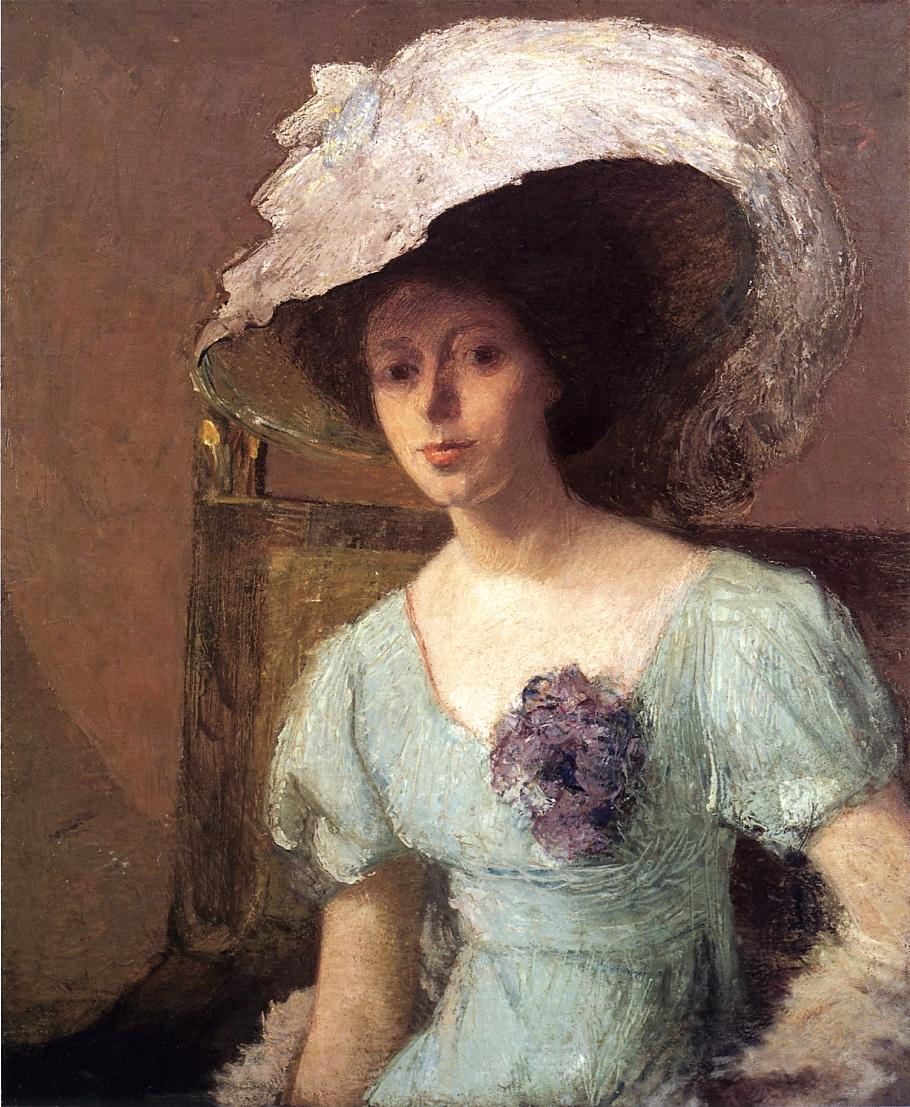
The Bleu Gown
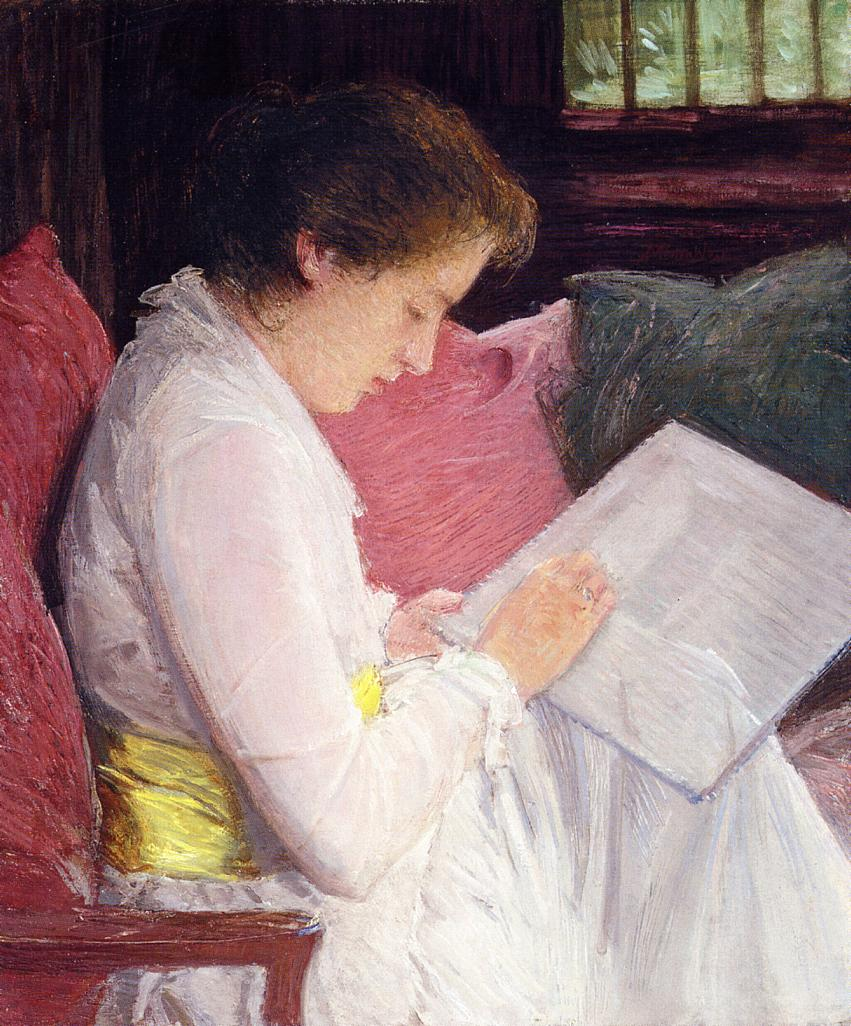
The Lacemaker
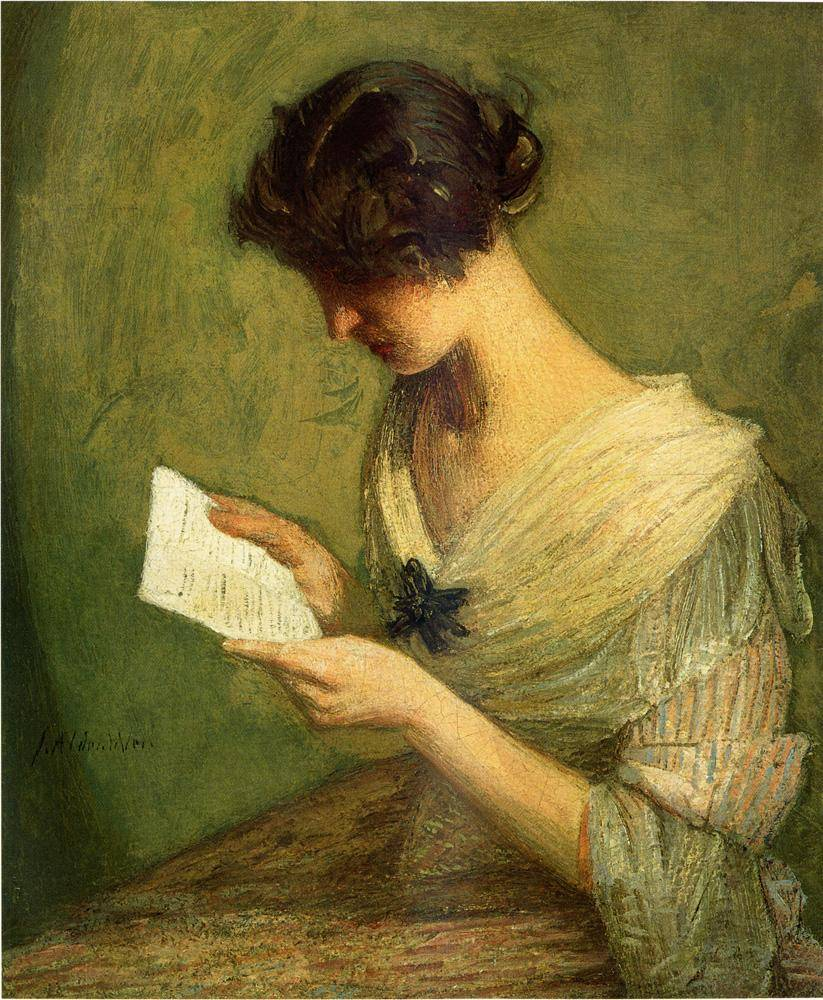
The Letter
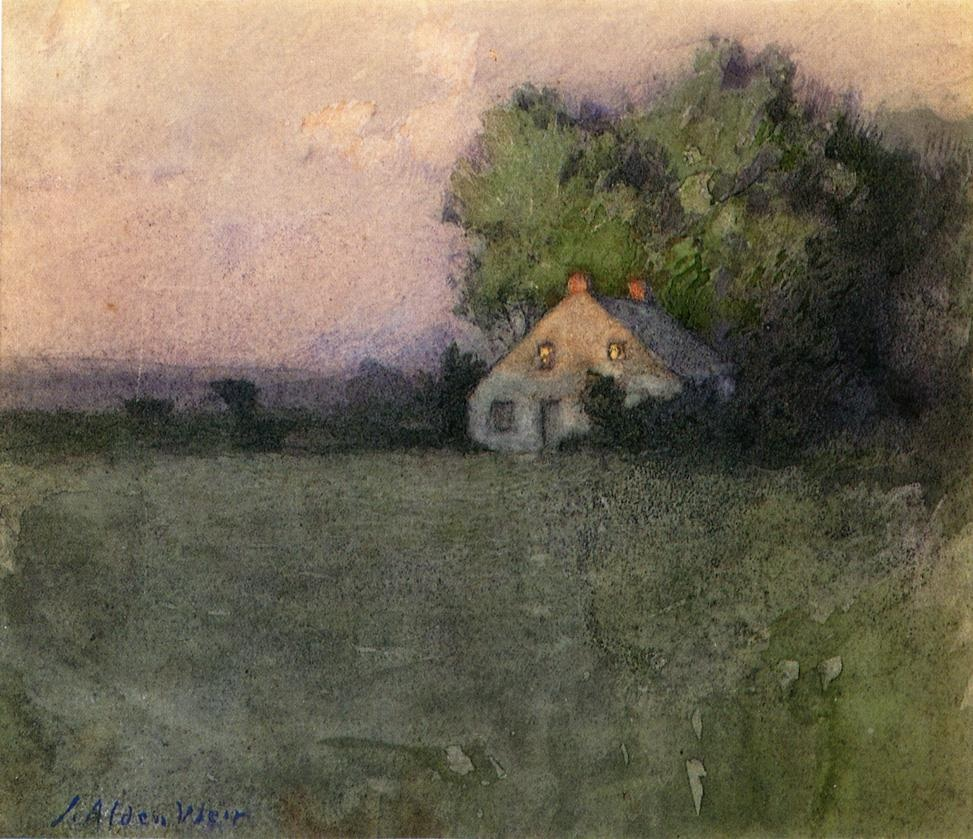
Landscape with cottage
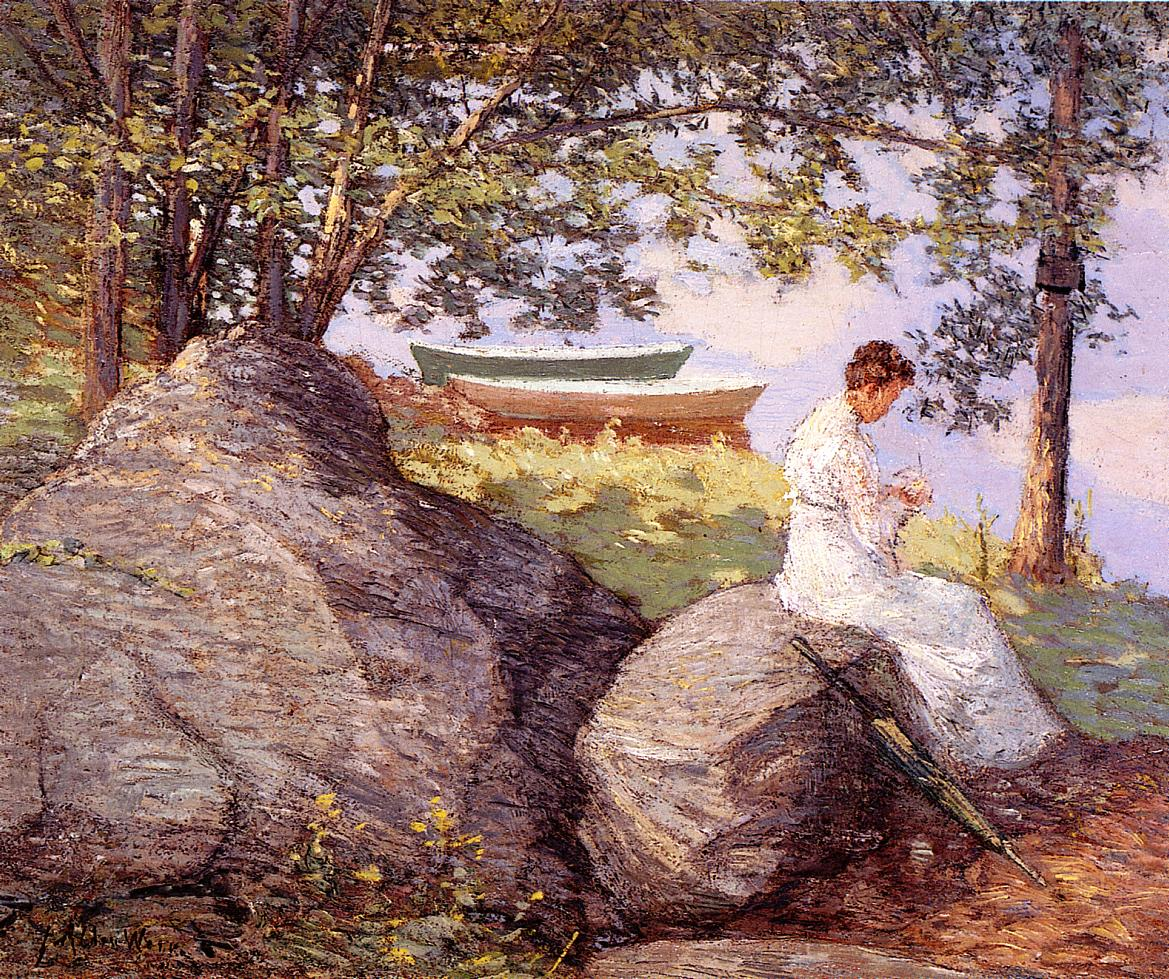
On the Shore
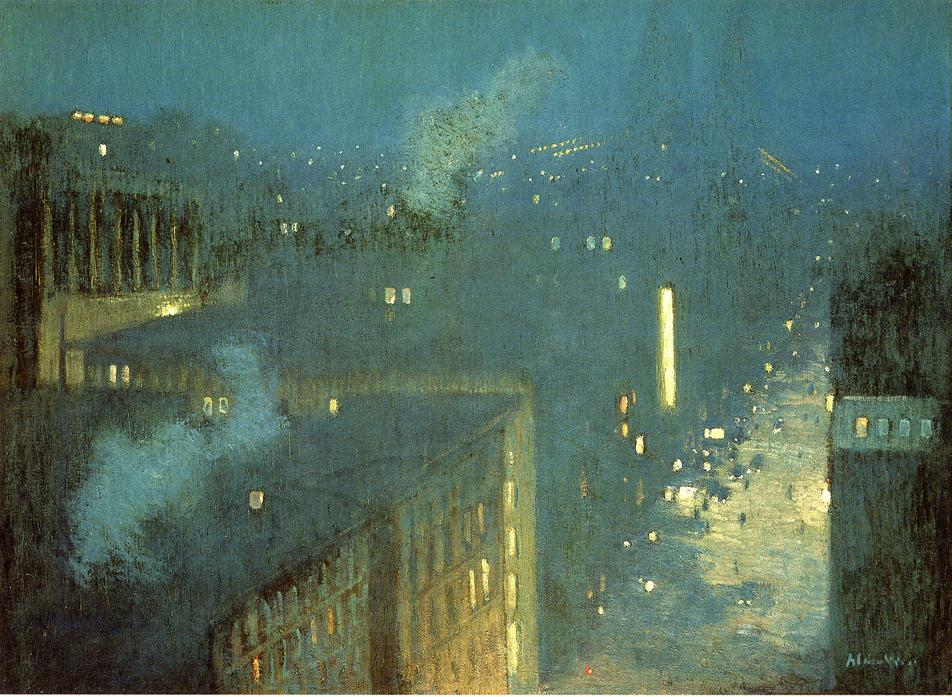
The Bridge Nocturne
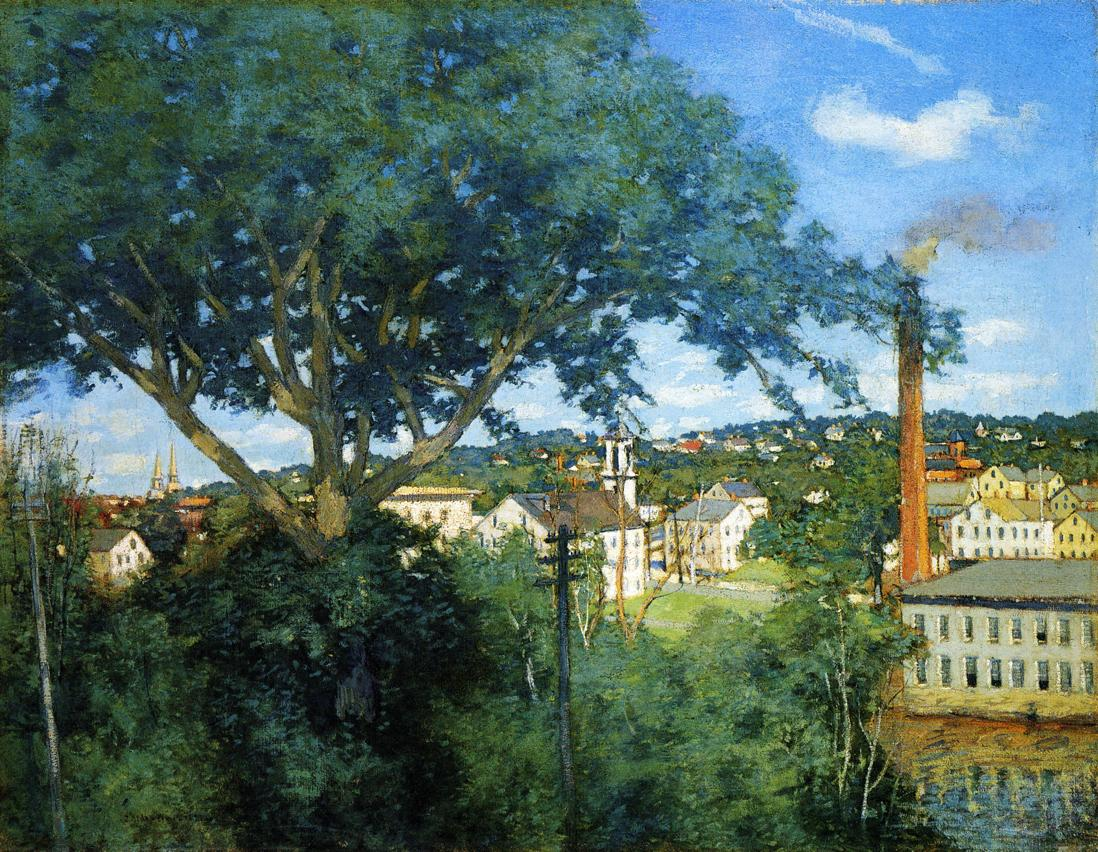
The Factory Village
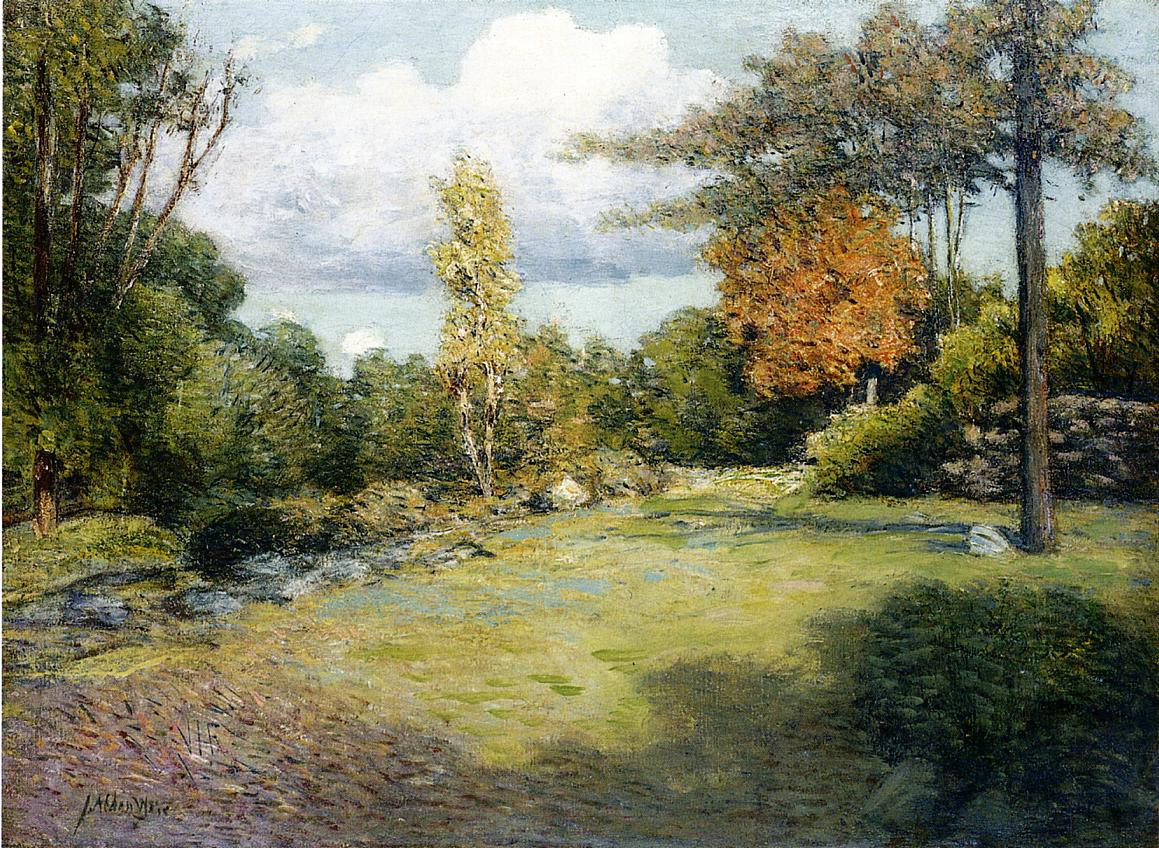
Autumn Days